# Paul Wolff
Paul Wolff (Mulhouse, 19 febbraio 1887 – Francoforte sul Meno, 10 aprile 1951) è stato un fotografo tedesco, fu un pioniere nel settore della fotografia 35 mm. ed in particolare sull'uso della Leica.

## Biografia
Nacque in quella che allora era una città tedesca e si chiamava "Mülhausen", in Alsazia, poi divenuta francese col nome di Mulhouse. Infatti, dopo essersi diplomato andò a Strasburgo per laurearsi in medicina che ottenne nel 1914, divenendo assistente medico, ed arruolandosi subito dopo nell'esercito tedesco. 
La passione per la fotografia l'ebbe fin da quando aveva dodici anni, scattando fotografie su lastra, passione che non lo abbandonerà più. Infatti, anche da studente di medicina, realizzò una serie di lastre sui monumenti di Strasburgo.
Alla fine della guerra, però, la situazione cominciò a diventare sempre più difficile per lui, tedesco in una terra divenuta francese. Nel frattempo si era sposato con Helene Dörr (1887–1959) ed aveva avuto un figlio Klaus Heinrich (1916-1988). Nel 1919 perciò la famiglia si trasferì a Francoforte e fondò un'agenzia fotografica per l'illustrazione di libri e la pubblicità industriale. Lo storico dell'arte Fried Lübbecke lo convinse a documentare il paesaggio urbano medievale intorno alla cattedrale, alla maniera però di un luogo incantentevole, che venne stampato nel volume Alt-Frankfurt (Vecchia Francoforte), 1923.
Intanto, era partito Nuova Francoforte, un grande progetto che coinvolse architetti, artisti, designer, artigiani, molti dei quali provenienti anche dalla scuola Bauhaus, con lo scopo di creare i nuovi quartieri, circa 12 000 nuove abitazioni verso le quali si tenesse in considerazione gli allestimenti interni, le carte da parati, i riscaldamenti, bagni, luoghi comuni, giardini ecc. Per seguire e documentare i lavori, iniziati nel 1926, ricevette molte commissioni sia per produrre filmati che fotografie, ancora con una macchina a lastre del formato 18 × 24 cm.
Quando nel 1924 Ernst Leitz e Oskar Barnack decisero di invitare un certo numero di fotografi per sperimentare la loro "minicamera", tra i 31 convocati Paul Wolff fu tra di loro e ci fu pure un fotografo sconosciuto, Henri Cartier-Bresson.
Nel 1926 vinse anche la sua prima macchina fotografica Leica all'Esposizione fotografica internazionale di Francoforte: essa doveva avere un'influenza duratura sulla sua vita. Migliorò la sua tecnica di ripresa, poté entrare nei mercati, nei vicoli, lungo le strade senza l'attrezzatura di macchine più ingombranti e, successivamente, anche con pellicole a colori 35 mm. Nel 1927 cercò un socio e trovò Alfred Tritschler. I due fondarono l'atelier "Wolff & Tritschler".
Il successo fu ininterrotto con la pubblicazione del volume Meine Erfahrungen mit der Leica (Il mio viaggio con la Leica), tradotto in più lingue, e dal 1933 i 207 ingrandimenti 40x60 cm. furono esposti in varie località della Germania fino a giungere, nel 1935, al Rockfeller Center di New York. Il problema che si pose, non di poco conto, era che dal piccolo formato del negativo arrivare ad un forte ingrandimento significava aumentare la grana in maniera esponenziale. Wolff risolse la questione della grana aumentando la diluizione dei rivelatori, frutto delle sue sperimentazioni, prolungando l'esposizione ed usando pellicole a bassa sensibilità. Successivamente, anche con la pellicola a colori prodotta in Germania nel 1936, la Agfacolor, Wolff ottenne buoni risultati.
Nello stesso anno la Leitz regalò a Wolff la Leica IIIa che recava il numero di matricola 200.000 e ciò rappresentava un omaggio che, fino ad allora, era stato riservato soltanto a scienziati e a grandi esploratori.
Il 1936 fu anche l'anno delle Olimpiadi di Berlino, cui il nazionalsocialismo dette ampio spazio e diffusione, affidando alla regista Leni Riefenstahl la realizzazione del film documentario sui giochi Olympia, e per la prima volta in assoluto l'evento venne trasmesso in televisione. Wolff ed il socio fotografarono l'evento e la Riefensthal compare nelle foto. Per l'occasione, oltre alla Leica, continuò ad usare anche negativi su lastra 9x12 probabilmente con forti grandangolari.
Nel 1940 pubblicò la prima edizione di Meine Erfahrungen mit der Leica (Le mie esperienze con la Leica) a colori. Nel 1944 la sua casa a Francoforte fu distrutta dal bombardamento alleato e con essa tutto il suo archivio delle lastre; ciò che è sopravvissuto sono le immagini che hanno fatto parte di collezioni esterne, di negativi realizzati su commissione, in genere solo i 35 mm. L'Istituto di Storia Urbana di Francoforte conserva una buona collezione fotografica del centro storico di Francoforte, distrutto dal bombardamento del 1944, scattate tra il 1927 e il 1943.
Wolff si sposò una seconda volta con Annette Beiger (1906-2002), che è stata per decenni assistente di studio (e anche modella) di Paul Wolff, da cui ha avuto il figlio Stephan, nato nel 1943. Dopo la morte del marito è tornata a Strasburgo.
Dopo la sua morte, il suo socio Alfred Tritschler continuò a gestire l'atelier. Nel 1963 l'azienda venne rilevata dal nipote di Tritschler, Robert Sommer a Offenburg, che continuò a gestirla con successo e la cedette nel 1979 al figlio Thomas. L'archivio dei negativi delle immagini che vanno dal 1927 al 1970 conta un inventario di circa 500 000 fotografie.
Le fotografie dell'agenzia "Wolff & Tritschler" fornirono molte immagini corrispondenti al gusto popolare: dalla moda alla pubblicità fino alle nature morte, passando per le fotografie di architetture industriali e paesaggistiche, compresi i racconti fotografici di viaggio e agli eventi sportivi. Per raccontare tutto ciò utilizzarono gli stilemi molto vicini alla Nuova Oggettività, acquisirono esperienza con quella che veniva considerata l'estetica del nazionalsocialismo ed in questo contesto documentarono a distanza la città di Francoforte bombardata.
In Italia collaborò con alcune riviste glamour come Eva ed altre.
Restano aperte delle domande sulla figura di Paul Wolff. Domande alle quali finora non c'è stata nessuna risposta esaustiva. Egli, nel corso del periodo nazista, fu il fotografo che produsse il maggior numero di fotografie, secondo soltanto a Heinrich Hoffmann, il fotografo ufficiale di Hitler, perciò quanto fu coinvolto? Seguì la corrente o ne fu anch'esso propulsore? Dopo la sua scomparsa nel 1951, fu presto dimenticato, anche se quanto fece per la Leica era impossibile da dimenticare ma rimase come un ricordo lontano. Solo attorno agli anni 2000 si è iniziato a ripensare alla sua figura per collocarla nella storia della fotografia.

## Galleria d'immagini

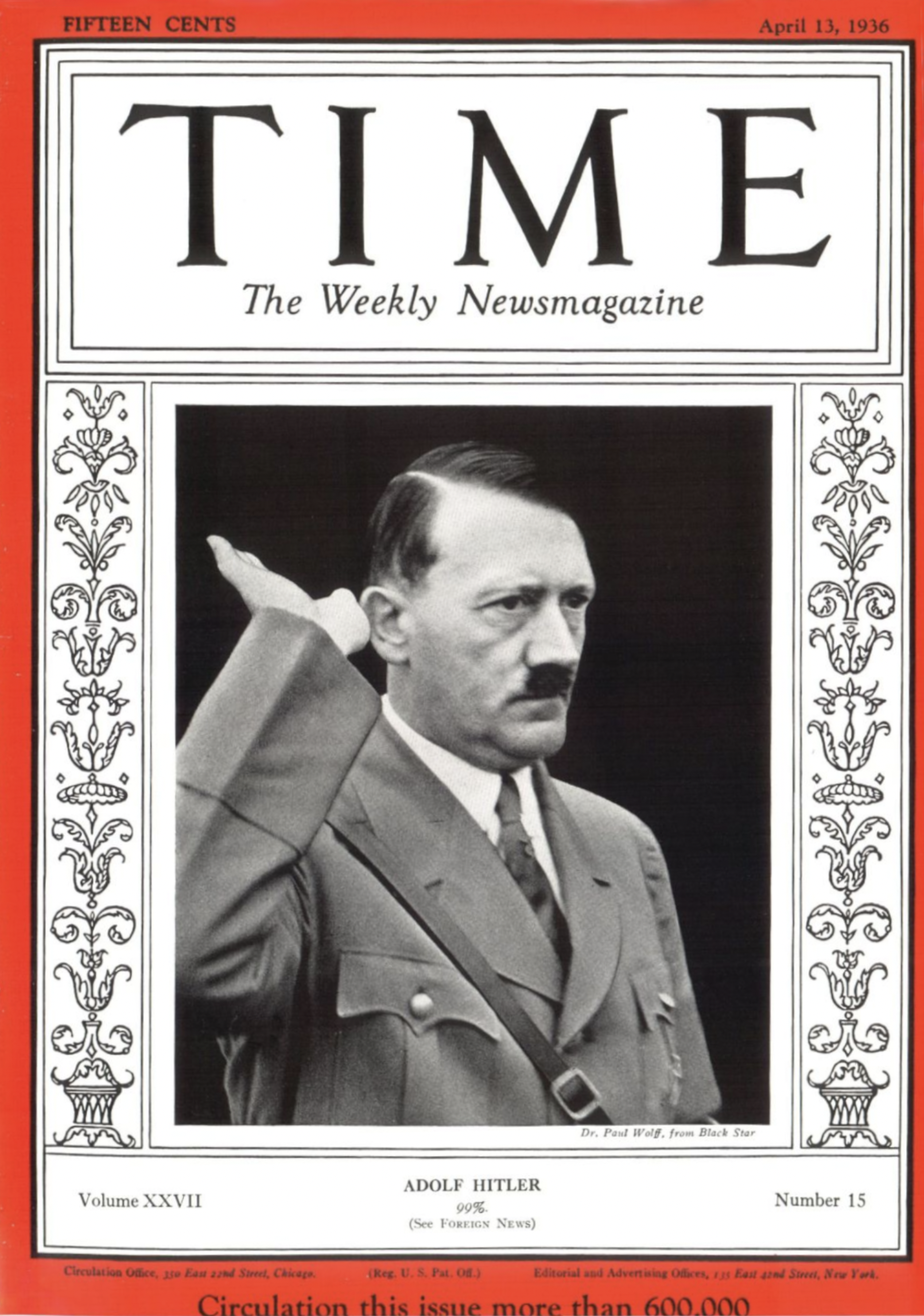
Copertina della rivista Time, 13 aprile 1936
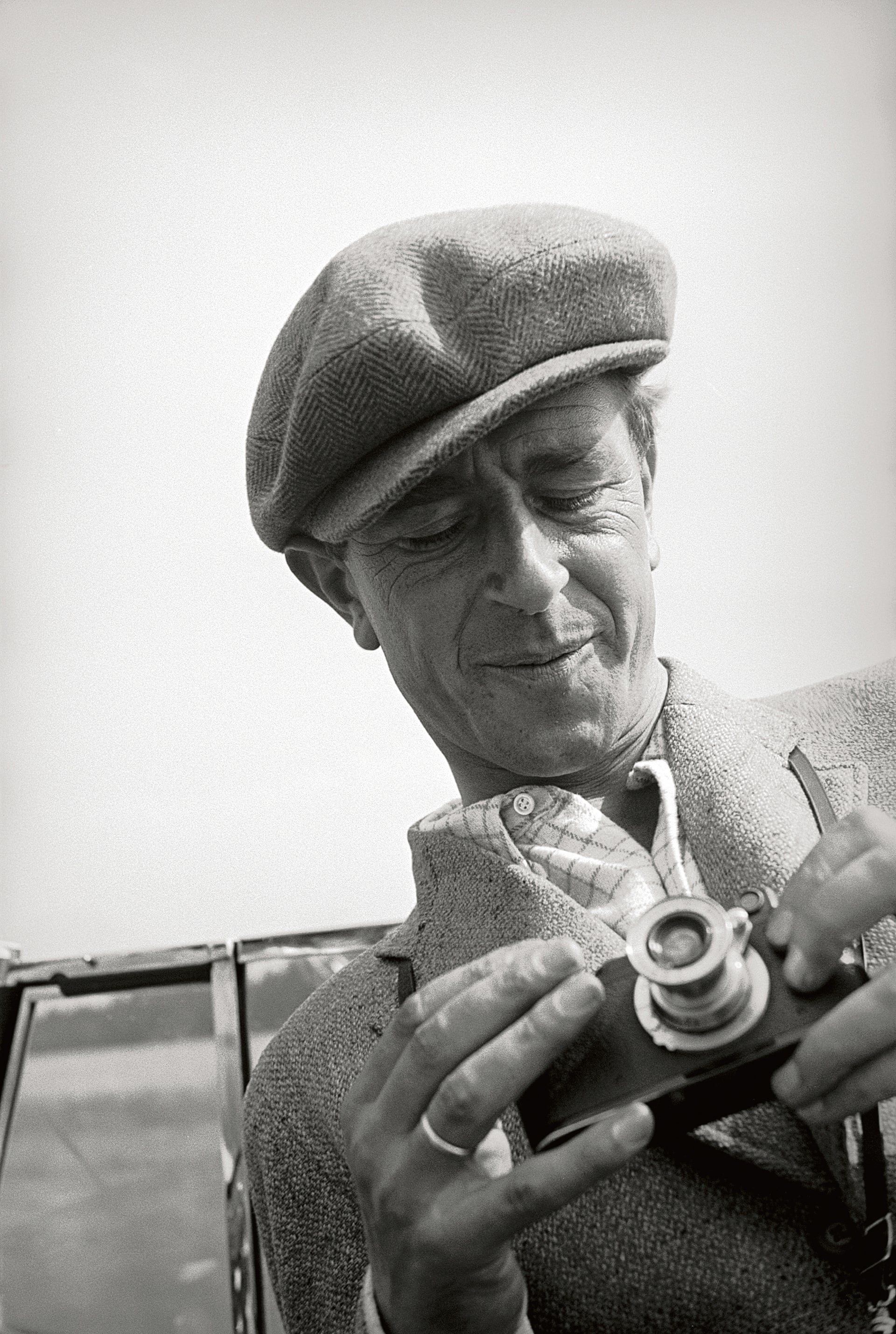
Ritratto di Alfred Tritschler con in mano la Leica, 1938
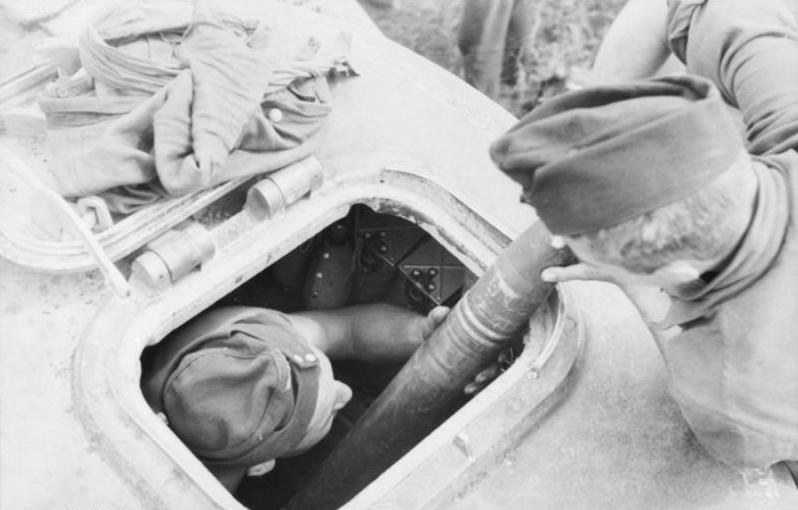
Rifornimento di munizioni di un panzer in Russia, 1943
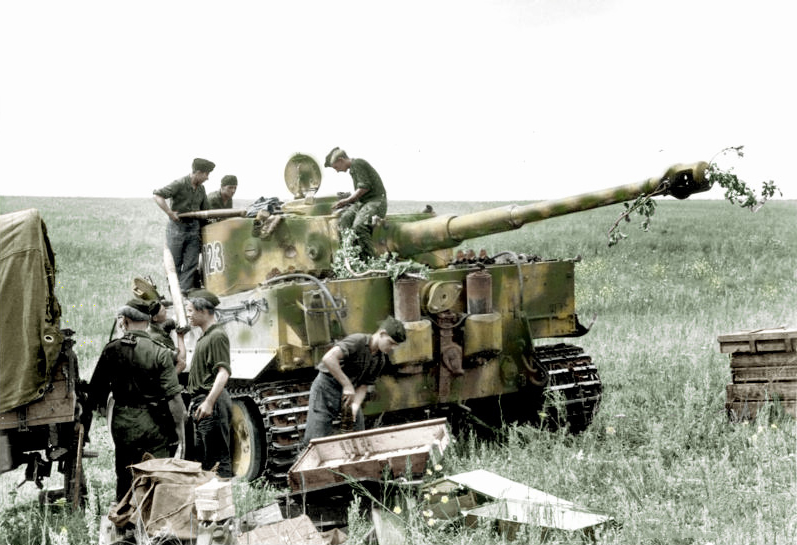
Carro armato, fotografia ricolorata, 1943
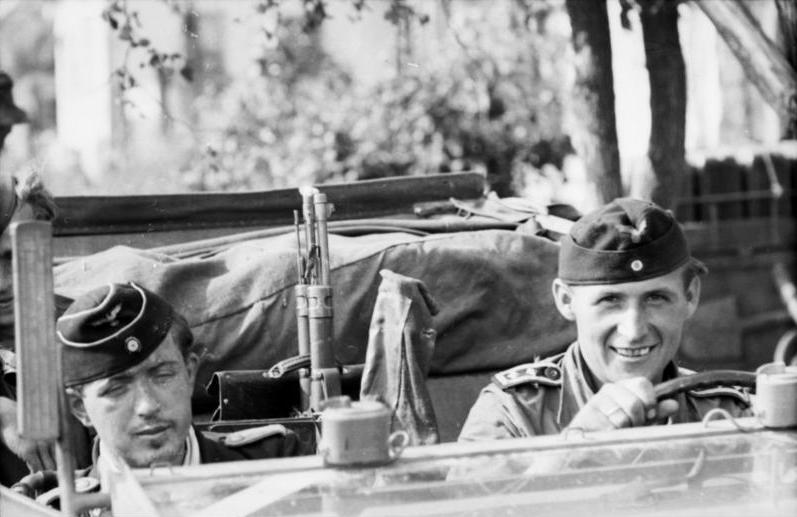
Soldati tedeschi in Russia nel 1943
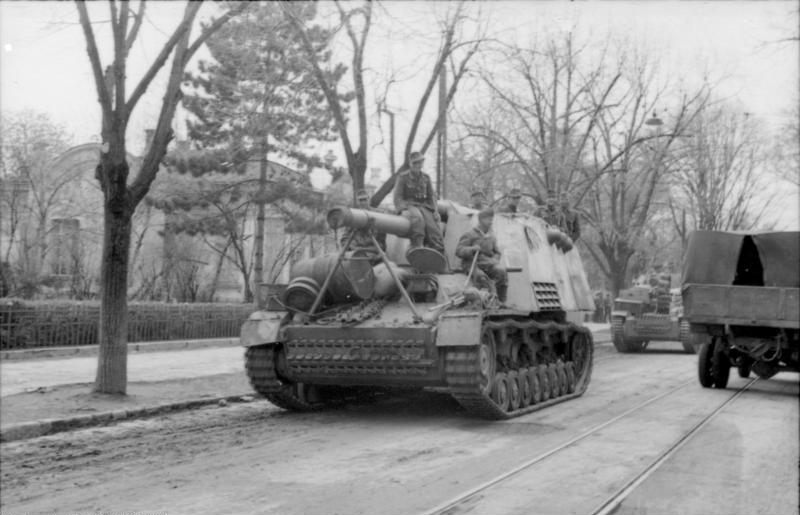
Il ritiro dei tedeschi dalla Russia, 1944
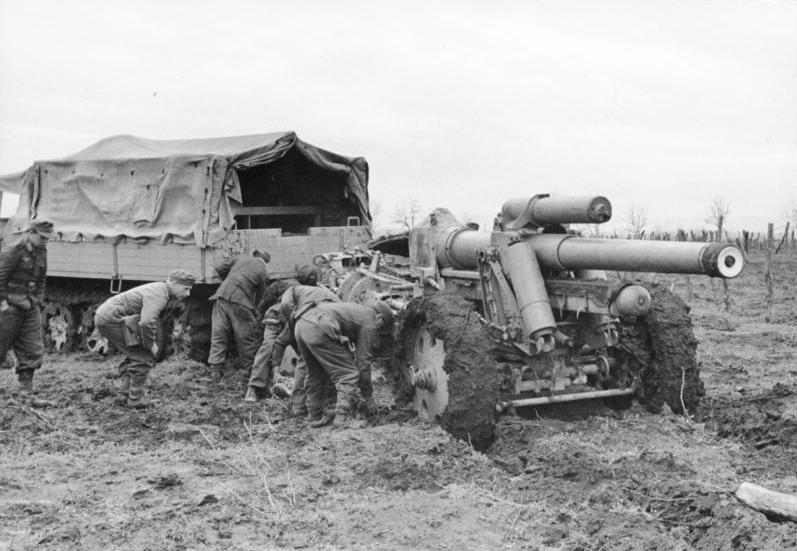
Un cingolato bloccato nel fango durante il ritiro dei tedeschi dalla Russia, 1944